# Mary Todd Lincoln
Mary Ann Todd Lincoln (ur. 13 grudnia 1818 w Lexington, zm. 16 lipca 1882 w Springfield) – żona prezydenta Stanów Zjednoczonych Ameryki Abrahama Lincolna i pierwsza dama USA w latach 1861–1865.

## Życiorys
Mary Ann Todd urodziła się 13 grudnia 1818 w Lexington, jako córka Roberta Smitha Todd, członka legislatury Kentucky i jego pierwszej żony Elizy Todd z domu Parker. W młodości była nazywana Molly. Miała czworo własnego rodzeństwa i ośmioro przyrodniego. Jej matka zmarła przy porodzie piątego dziecka, a nieco ponad rok później jej ojciec ożenił się powtórnie. Macocha Mary, Elizabeth z domu Humphreyes surowo traktowała swoją pasierbicę. Mary uczęszczała do szkoły Dr. John Ward’s Academy, a następnie do szkoły madame Victorii Mentelle. Po czterech latach wyjechała do Springfield, gdzie mieszkały jej dwie siostry: Lizzie i Frances. Tam też, poprzez swojego szwagra Niniana Edwarda, poznała Abrahama Lincolna.
W 1840 roku Lincoln i Todd się zaręczyli, a dwa lata później doszło do ślubu. Ponieważ przyszły prezydent nie miał pieniędzy, oboje zamieszkali w pensjonacie Globe Tawern, a w 1844 roku przenieśli się do własnego domu w Springfield. Lincoln kontynuował karierę polityczną w Kongresie, natomiast Mary zajmowała się domem i dziećmi. Po opuszczeniu Kongresu powrócił do praktyki prawniczej w Spingfield. Mary wspierała męża w politycznej karierze i interesowała się życiem publicznym. Ponieważ pragnęła, by Lincoln został wybrany na prezydenta, jeszcze przed wyborami przygotowywała się do roli pierwszej damy.
Elita waszyngtońska miała wysokie oczekiwania, po okresie, gdy pierwszą damą była Harriet Lane. Ponadto Lincolnowie byli uważani za prowincjuszy, czemu mieszkańcy stolicy dali znać, gdy zbojkotowali bal inauguracyjny 6 marca 1861 roku. Ponieważ Mary pochodziła z rodziny Toddów, południowców popierających niewolnictwo, była podejrzewana o prokonfederackie sympatie. Wielu jej krewnych i powinowatych walczyło po stronie wojsk Konfederacji, jednak Lincoln zapewnił w Kongresie o lojalności żony wobec Unii. Mary była także często obiektem ataków, z uwagi na jej negatywne opinie o członkach rządu i amerykańskich generałach. Miała zwyczaj wydawać przyjęcia raz w tygodniu, a pół roku od rozpoczęcia kadencji męża, udała się z pierwszą oficjalną wizytą, jako pierwsza dama. Pojechała wówczas do New Jersey, gdzie wizytowała w placówkach publicznych i instytucjach państwowych. Jako żona prezydenta była osobą rozrzutną, co często wpędzało ją w finansowe tarapaty. Pod koniec pierwszej kadencji Lincolna, jej długi sięgały około 30 tysięcy dolarów, co przewyższało roczną pensję prezydenta. W 1862 zmarł syn Lincolnów – Willie, co spowodowało głęboką depresję u pierwszej damy. Miesiąc po reelekcji Abrahama, 14 kwietnia 1865 roku, Mary udała się wraz z nim do teatru na sztukę „Nasz amerykański kuzyn”. Towarzyszyli im Henry Rathbone i Clara Harris. Podczas spektaklu do loży prezydenckiej wszedł aktor John Wilkes Booth i zastrzelił prezydenta. Na ten widok pierwsza dama straciła przytomność, a gdy się ocknęła, czuwała przy umierającym mężu. Jej depresja pogłębiła się do tego stopnia, że nie wzięła udziału w uroczystościach pogrzebowych.
Kilka tygodni później opuściła Waszyngton i zamieszkała w Chicago. Kongres wypłacił jej równowartość rocznej pensji prezydenckiej, za co kupiła dom. Z powodu swoich licznych długów i braku zaradności w sprawach ekonomicznych (wykorzystanej przez zatrudnionego jubilera) była zmuszona do sprzedaży swojej garderoby i biżuterii. Dzięki staraniom senatora Charlesa Sumnera, Mary Lincoln od 1870 roku otrzymywała roczną pensję w wysokości 3 tysięcy dolarów. W latach 1868–1871 Mary wraz z najmłodszym synem, Tadem, mieszkała we Frankfurcie. Krótko po ich powrocie do Stanów Zjednoczonych, Tad zmarł na gruźlicę, co pogłębiło depresję Mary i wpędziło w obłęd. Wkrótce potem jej jedyny syn, Robert, wystąpił o jej ubezwłasnowolnienie. Mary została uznana za osobę niepoczytalną i po nieudanej próbie samobójczej umieszczona w zakładzie psychiatrycznym w Batavii. Po czterech miesiącach, 10 września 1875 zakończono jej kurację, a była pierwsza dama przeniosła się do siostry w Springfield. Niecały rok później sąd przywrócił jej pełnię praw.
Wkrótce po tych wydarzeniach wyjechała do Francji, gdzie mogła zachować anonimowość. W 1880 roku powróciła do USA, gdzie Kongres podniósł jej pensję o dodatkowe 2 tysiące dolarów. Ponownie zamieszkała u siostry w Springfield, gdzie podupadła na zdrowiu. Zmarła w wyniku wylewu, 16 lipca 1882.

## Życie prywatne
Mary Todd poznała Abrahama Lincolna na balu w domu siostry Mary – Lizzie. W 1840 roku się zaręczyli, a na 1 stycznia 1841 zaplanowali ślub. Uroczystość została jednak odwołana, a narzeczeni zerwali zaręczyny. Krótko później Mary znalazła zainteresowanie w oczach senatora Stephena A. Douglasa. Nie chciała jednak wyjść za niego za mąż i w 1842 roku ponownie zaręczyła się z Lincolnem. Ich ślub odbył się 4 listopada 1842. Mieli oni czterech synów: Roberta Todda (1 sierpnia 1843 – 25 lipca 1926), Edwarda Bakera (1846–1850), Williama Wallace’a (1850–1862) i Thomasa, zwanego Tadem (1853–1871).